# Beloúsovo (Kaluga)
Beloúsovo (ruso: Белоу́сово) es una ciudad rusa, perteneciente al raión de Zhúkov de la óblast de Kaluga.
En 2021, el territorio de la ciudad tenía una población de 11 021 habitantes, de los que 10 946 vivían en la propia ciudad y el resto en su única pedanía, la aldea (derevnia) de Aléshinka.
Se ubica en la periferia oriental de Óbninsk, en la salida de la carretera A130 que lleva al sur de Moscú.

## Historia
Se conoce la existencia del pueblo en documentos desde 1776. Fue una pequeña localidad rural hasta que a mediados del siglo XX se fundó la vecina ciudad de Óbninsk, de la que pasó a ser una periferia urbana. Adoptó estatus de asentamiento de tipo urbano en 1962 y de ciudad en 2004.